# Centralamerikanska krisen
Centralamerikanska krisen är ett begrepp som syftar på de inbördeskrig som utkämpades under 1970- och 80-talen, samt tidigt 90-tal.
Även USA var indirekt inblandade i flera av konflikterna, till exempel stödde man militärregimen i El Salvador.

### Fotnoter
1. ↑  Francesca Davis DiPiazza. El Salvador in Pictures. sid. 32
2. ↑  (No author.)"Supply Line for a Junta," Arkiverad 26 augusti 2013 hämtat från the Wayback Machine. TIME Magazine 16 mars 1981. Läst 16 juli 2008.
3. ↑   Arkiverad 24 december 2018 hämtat från the Wayback Machine. CIA World Factbook. läst 21 februari 2008.